# Relleu a la façana de l'Ecomuseu
El Relleu a la façana de l'Ecomuseu és una obra gòtica de Horta de Sant Joan (Terra Alta) inclosa a l'Inventari del Patrimoni Arquitectònic de Catalunya.

## Descripció
Carreu de pedra encastat a la mitgera esquerra -mirant des de la façana- de l'edifici de l'Ecomuseu. Llosa de pedra en baix relleu rectangular. Edifici situat al carrer Carreu situat a la planta segona a un metre del terra. Hi ha dues figures molt clares: la primera representa un animal indefinit amb cap i part del cos amb plomes, gran cua i emmarcat per un quadrat en baix relleu. La segona s'esculpeix una efigia amb cara terrorífica i símptomes de patiment, emmarcada per un arc lleugerament apuntat en baix relleu.

## Història
Aquesta peça ha estat descoberta recentment, durant les obres d'adequació de l'antiga cooperativa local com a Ecomuseu.